# Los Ayles
Los Ayles är en ort i Mexiko.   Den ligger i kommunen Tetipac och delstaten Guerrero, i den södra delen av landet, 100 km sydväst om huvudstaden Mexico City. Los Ayles ligger 1 987 meter över havet och antalet invånare är 447.
Terrängen runt Los Ayles är lite bergig. Runt Los Ayles är det ganska tätbefolkat, med 75 invånare per kvadratkilometer. Närmaste större samhälle är Ixtapan de la Sal, 16,5 km norr om Los Ayles. I omgivningarna runt Los Ayles växer huvudsakligen savannskog.